# Inola Gurgulia
Inola Gurgulia (in georgiano ინოლა გურგულია?; 25 luglio 1929 – Tbilisi, 24 novembre 1977) è stata una compositrice, musicista e cantante georgiana.

## Biografia
Inola Gurgulia visse nella città vecchia di Tbilisi ma era solita trascorrere le estati a Uchashona, un villaggio del Samegrelo dove imparò a suonare la chitarra grazie alla zia; successivamente prese lezioni di chonguri e  panduri. 
Inola fu l'autrice di alcune delle canzoni georgiane più iconiche del 20º secolo e di oltre 15 canzoni per bambini.
Nel 1952 si diplomò all'Istituto Pedagogico di Lingue Straniere Ilia Chavchavadze di Tbilisi. Qui, insieme a Giuli Darakhvelidze e Medea Sikharulidze, fondò il trio femminile "Samaya", che ha eseguito brani scritti dalla stessa Gurgulia. Negli anni '60, Inola Gurgulia apparve in alcuni film georgiani interpretando le sue canzoni. 
Le canzoni di Inola Gurgulia hanno uno stile peculiare di canto con accordi, che nella sua essenza deriva principalmente da canzoni popolari georgiane. Sebbene non siano state pubblicate durante la sua vita, esse furono registrate poco prima della sua morte avvenuta nel 1977. Fu sepolta nel Pantheon Saburtalo a Tbilisi.

## Vita privata
Era madre dell'attrice Ia Shugliashvili, che ha cantato un suo brano nel film My Happy Family (Chemi Bednieri Ojakhi)